# Josef Koukl
Josef Koukl (8. listopadu 1926 Brno – 22. května 2010 Litoměřice) byl římskokatolický teolog, duchovní, 18. biskup litoměřický (1989–2003) a vysokoškolský pedagog.
Před svým jmenováním biskupem litoměřické diecéze byl spirituálem kněžského semináře v Litoměřicích, kde později přednášel morální teologii a byl také kanovníkem u Všech svatých na Pražském hradě.

## Studium
Narodil se v Brně v rodině středoškolského profesora klasických jazyků. Dětství strávil v Břeclavi, kde jeho otec vyučoval na tamním gymnáziu. Později studoval v Brně na tamním gymnáziu a v září 1945 zde i maturoval.
Protože se chtěl ve svém životě plně věnoval duchovní službě, pokračoval ve studiu na teologické fakultě a v semináři v Praze. Dne 23. dubna 1950 byl v Praze vysvěcen na kněze a studium úspěšně zakončil.

## PTP
V době svých studií působil jako varhaník v katedrále sv. Víta. Do povědomí veřejnosti vstoupil, když měl být v katedrále v roce 1950 o Božím Těle kardinál Josef Beran zatčen příslušníky Státní bezpečnosti, kteří označeni špendlíkem na klopě v hojném počtu zaplnili katedrálu. Aby v závěru bohoslužby nemohlo dojít ke zmatku a připravované akci, zahrál Koukl o své vůli československou státní hymnu, takže agenti StB museli stát v pozoru a nemohli z místa. Kardinál Beran bezpečně prošel středem katedrály a unikl zatčení. Koukl tak zmařil připravenou akci.
Jeho prvním působištěm se stal Sokolov, kam 15. července 1950 nastoupil jako kaplan. Ale již za necelé dva měsíce byl povolán do základní vojenské služby a 5. září 1950 přidělen k Pomocným technickým praporům (PTP) do Mimoně a později i jinde. Z oddílu PTP ho propustili 31. prosince 1953, ale půl roku nedostal státní souhlas k výkonu veřejné kněžské služby.
Půl roku byl bez státního souhlasu. Když pak od srpna 1954 státní souhlas získal, začal působit jako administrátor ve farnosti Stodůlky. Jako kněz pražské arcidiecéze byl od října 1958 do listopadu roku 1970 administrátorem a vikářem v Kladrubech u Tachova (Kladruby u Stříbra).

## Spirituál a pedagog
Dne 17. listopadu 1970 byl jmenován spirituálem kněžského semináře v Litoměřicích. Zároveň působil jako administrátor ve Velemíně u Lovosic.
Dne 5. června 1974 byl promován doktorem teologie po předložení disertační práce s názvem Význam termínu «opera servitia» a zákaz nedělní práce. 24. září 1974 byl na CMBF jmenován lektorem pro obor křesťanská mravověda pro akademický rok 1974–1975. Od 1. ledna 1975 byl jmenován odborným asistentem. Později se stal na teologické fakultě profesorem. Jako profesor fakulty se stal v roce 1987 také kanovníkem kapituly u Všech svatých na Pražském hradě.
V roce 1989 byl jmenován sídelním biskupem v Litoměřicích, na kterého byl vysvěcen 27. srpna 1989. Jeho působení na CMBF bylo administrativně ukončeno 31. ledna 1990.

## Litoměřický biskup

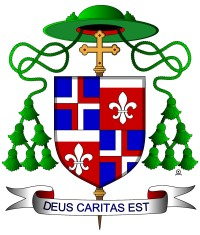
Znak biskupa Josefa Koukla s jeho biskupským heslem:
Deus caritas est (Bůh je láska)
Ve štítu erbu je, kromě znaku litoměřické diecéze, umístěna i skautská lilie, jako symbol příslušnosti ke skautingu.

Komunistický režim se v 80. letech postupně dostával do celkové krize, což se mimo jiné projevilo i tím, že po řadě složitých jednání se Svatým stolcem bylo povoleno personálně obsadit jedno volné biskupství v Československé socialistické republice (ČSSR). V této době byli totiž v českých zemích jen dva biskupové – v Praze a v Olomouci. V čele biskupství ostatních diecézí stáli kapitulní vikáři. Rozhodnutí obsadit právě biskupský stolec v Litoměřicích padlo z toho důvodu, že zde byla jediná teologická fakulta v českých zemích.
Papež Jan Pavel II. jmenoval 26. července 1989 (ještě před zlomovým listopadem 1989) ThDr. Josefa Koukla litoměřickým biskupem. Za měsíc, 27. srpna 1989, se konala slavnostní konsekrace a intronizace v litoměřické svatoštěpánské katedrále. Světiteli byli pražský arcibiskup František kardinál Tomášek, Francesco Colasuonno, papežský nuncius se zvláštním posláním, a světící biskup pražský Jan Lebeda. Dále se zúčastnil kuriální kardinál Bernardin Gantin, vídeňský arcibiskup Hans Hermann kardinál Groër, a trnavský arcibiskup Ján Sokol.

## Sametová revoluce a CMBF v Litoměřicích

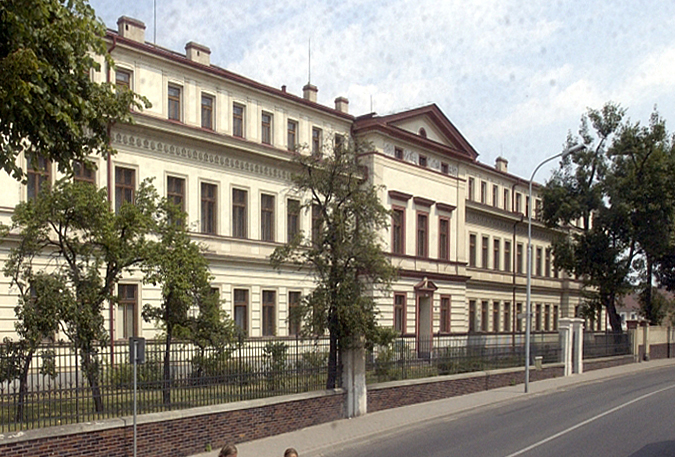
Diecézní dům kardinála Trochty

Dne 17. listopadu 1989 získala církev konečně svobodu. Studenti teologie na CMBF v Litoměřicích se brzy přidali k pražským vysokoškolským studentům, kteří jako první aktivně vystoupili proti komunismu v ČSSR. Litoměřičtí vysokoškoláci založili odbočku „Občanského fóra“ a v čele s rektorem, pozdějším brněnským biskupem, Vojtěchem Cikrlem, požadovali zrušit povinné přednášky z marxismu, které ihned začali bojkotovat. Zároveň usilovali o to, aby z jejich fakulty odešli ti profesoři, kteří se angažovali v hnutí „Pacem in terris“. Školu proto opustil děkan a fundamentální teolog Vymětal, proděkan a dogmatik Huber, přednášející Čejka (filozofie), Vízner (pedagogika), Janhuba (katechetika) a Wiesner (biblistika). Arcibiskup Tomášek všechny aktivity studentů oficiálně podpořil.
Řádnými posluchači teologického studia se nyní mohli stát i laici, to se týkalo také žen, které tuto možnost měly už na obnovené olomoucké fakultě, kde studovaly od roku 1968. Právo studovat na teologické fakultě získaly i řeholnice. Rovněž se připravovalo tříleté studium pro stálé jáhny a studenti mohli opět využívat nabídky teologického studia v zahraničí.
V roce 1990 byla teologická fakulta přestěhována zpět do Prahy a v Litoměřicích zůstal pouze Teologický konvikt (přípravný ročník pro studenty teologie), který byl nakonec po 12 letech (v roce 2002) přesunut do Olomouce. Budova bývalého Kněžského semináře a Teologického konviktu na Komenského ulici č. 4 v Litoměřicích dostala díky Kouklovi nový název: „Diecézní dům kardinála Trochty“ a začaly v ní pracovat různá diecézní centra (Pastorační a Katechetické centrum, Centrum pro mládež a rodinu), pořádají se v ní exercicie, přednášky, různá setkání, porady aj.

## Obnova diecéze
Nový biskup Koukl stál před velkým úkolem – plně obnovit činnost celé diecéze. Když přebíral od kapitulního vikáře Josefa Hendricha její správu, bylo v ní 433 farností, z toho bylo obsazeno pouze 113 (83 farností spravovali diecézní kněží a 30 farností řeholníci). V litoměřické diecézi žilo v době Kouklova nástupu 47 řeholníků a velký počet řeholnic (kolem šesti stovek), které sem byly přestěhovány z jiných diecézí, aby stát na ně mohl dohlížet a znemožnil jim kontakt s obyvateli.
Diecéze trpěla katastrofálním nedostatkem kněží. Sloužilo v ní pouze 99 inkardinovaných kněží (tzn. z diecéze) a 21 kněží muselo působit jinde. Byl to důsledek vztahu komunistického režimu ke katolické církvi.
Rovněž národní hospodářství se výrazně podepsalo na situaci v diecézi. V oblasti severočeské hnědouhelné pánve byla zrušena celá řada obcí včetně tamních kostelů a far. Když se začal uran těžit na Českolipsku, došlo k dalšímu vystěhovávání a přemísťování obyvatelstva. Budování nových přehrad (Flájské a Přísečnické na hřebenu Krušných hor a Nechranické nad Ohři) donutilo místní obyvatelstvo k migraci. Na území diecéze byla též zřízena dvě velká vojenská pásma: na Českolipsku a v Doupovských horách. I odtud muselo odejít veškeré civilní obyvatelstvo.

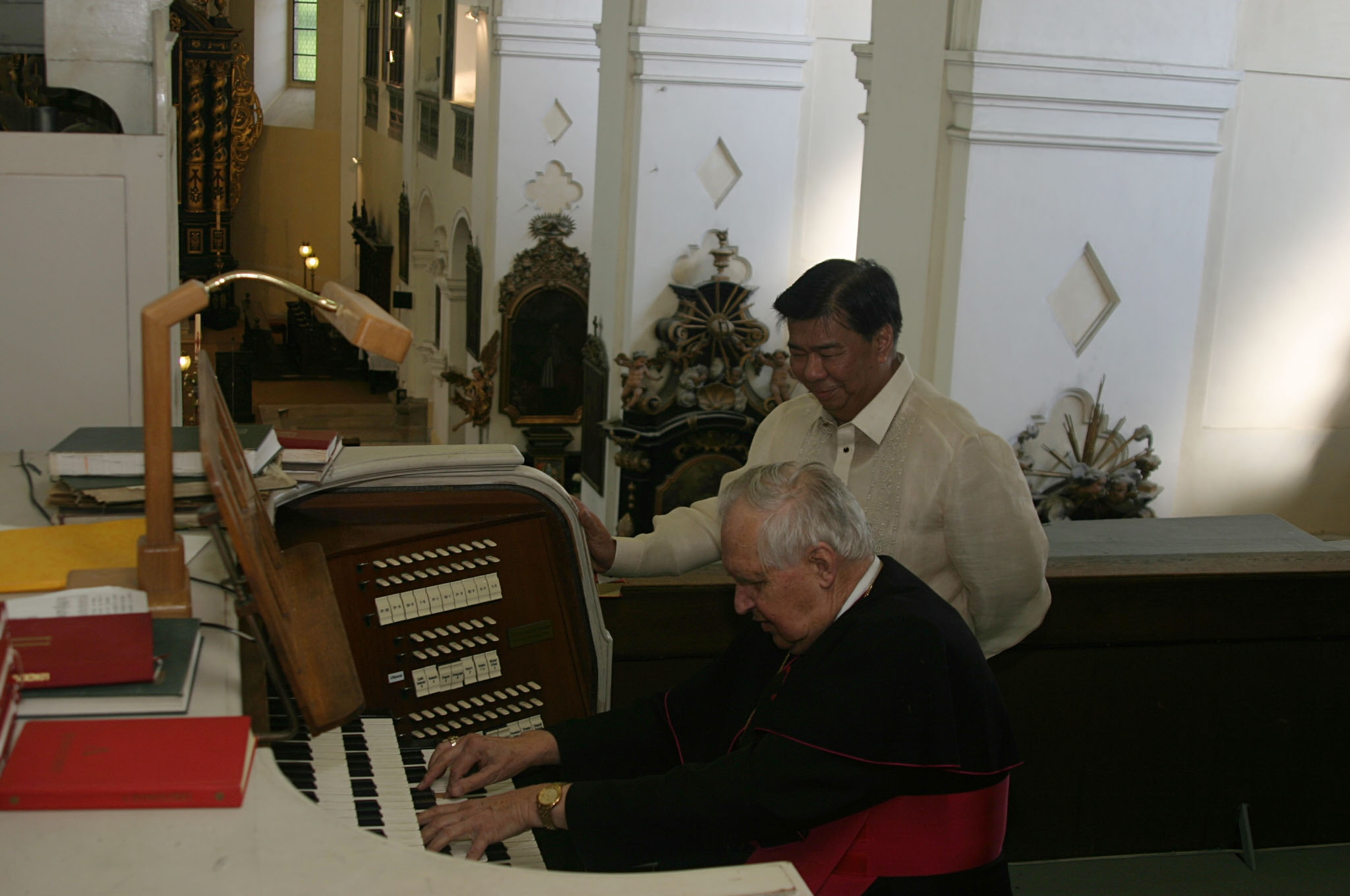
Biskup Koukl rád hrával v katedrále sv. Štěpána na varhany, jako například 4. května 2006, kdy zahrál pro delegaci z Filipín, která se přijela podívat do míst, kde působil Ferdinand Blumentritt nejbližší přítel filipínského národního hrdiny Josého Rizala.

Jako nový biskup Koukl již v roce 1990 biřmoval 182 mladých lidí. V témže roce přistoupilo v diecézi k prvnímu svatému přijímání 269 dětí a bylo uzavřeno 189 manželství (z toho 76 svazků k pouze jeden z manželů byl katolické víry).
Ačkoliv se komunistický režim v roce 1950 zákonem zavázal převzít všechny patronáty, ve skutečnosti až na vzácné výjimky postupoval opačně. Kostely a kaple stát nechal chátrat, protože na jejich údržbu nedával záměrně finance. Biskupu Kouklovi a jeho spolupracovníkům se po několika málo letech podařilo zlepšit stav těch kostelů a far, které byly nejvíce ohroženy. Opravena byla i katedrála a budovy samotného litoměřického biskupství na Dómském pahorku.
Díky Kouklově podpoře v Litoměřicích, u příležitosti 110. výročí založení diecézního muzea s galerií, bylo v roce 1995 toto muzeum znovu otevřeno. Právě v litoměřické diecézi byla tato kulturní instituce zřízena jako vůbec první v celé habsburské monarchii.
V litoměřické katedrále stál u zrodu hudebního festivalu: „Litoměřické varhanní léto“, na němž vystupují vynikající varhanní umělci nejen z Evropy, ale i z Ameriky a Asie.
S podporou biskupa začal od roku 2001 fungovat v Litoměřicích Hospic sv. Štěpána, nestátní zdravotnické zařízení, které slouží nevyléčitelně nemocným pacientům a jejich rodinám. Hospic si postupně získává velmi dobrou pověst.
Dále se soustředil zejména na obnovu církevního života a struktur zničených či těžce narušených za pronásledování církve komunistickým režimem.
Nevyhýbá se také obnově školství. Založil Biskupské gymnázium Varnsdorf a obnovil Biskupské gymnázium Bohosudov.

## Interdiecézní působení
V rámci České biskupské konference působil biskup Koukl ve funkci předsedy subkomise pro migranty a též subkomise pro rómské obyvatelstvo.
V roce 1993 byla (po více než 300 letech) na území České republiky založena nová diecéze se sídlem v Plzni. Vznikla sloučením farností patřících do jiných diecézí. Největší část území předala pražská arcidiecéze, na druhém místě to byla českobudějovická diecéze a na třetím litoměřická, která předala celkem sedm farností: Jesenice, Podbořánky, Velká Chmelištná, Malměřice, Stebno, Petrohrad a Žihle.
V této souvislosti požádala též pražská arcidiecéze litoměřickou diecézi o předání šesti farností: Nymburk, Kostomlaty, Lysá nad Labem, Milovice, Veleliby a Všejany. Náhradou dostaly Litoměřice od Prahy celkem pět farností: Doksany, Dolánky, Libotenice, Dolní Počáply a Chotěšov. Dlouho zůstala nevyřešena otázka příslušnosti farnosti Vejprty. Původně patřila pražské arcidiecézi, pak měla přejít do litoměřické diecézi, avšak posléze byla přidělena plzeňské diecézi, aby nakonec od 1. ledna 2013 byla připojena k litoměřické diecézi.

## Obnova vztahů s německými sousedy

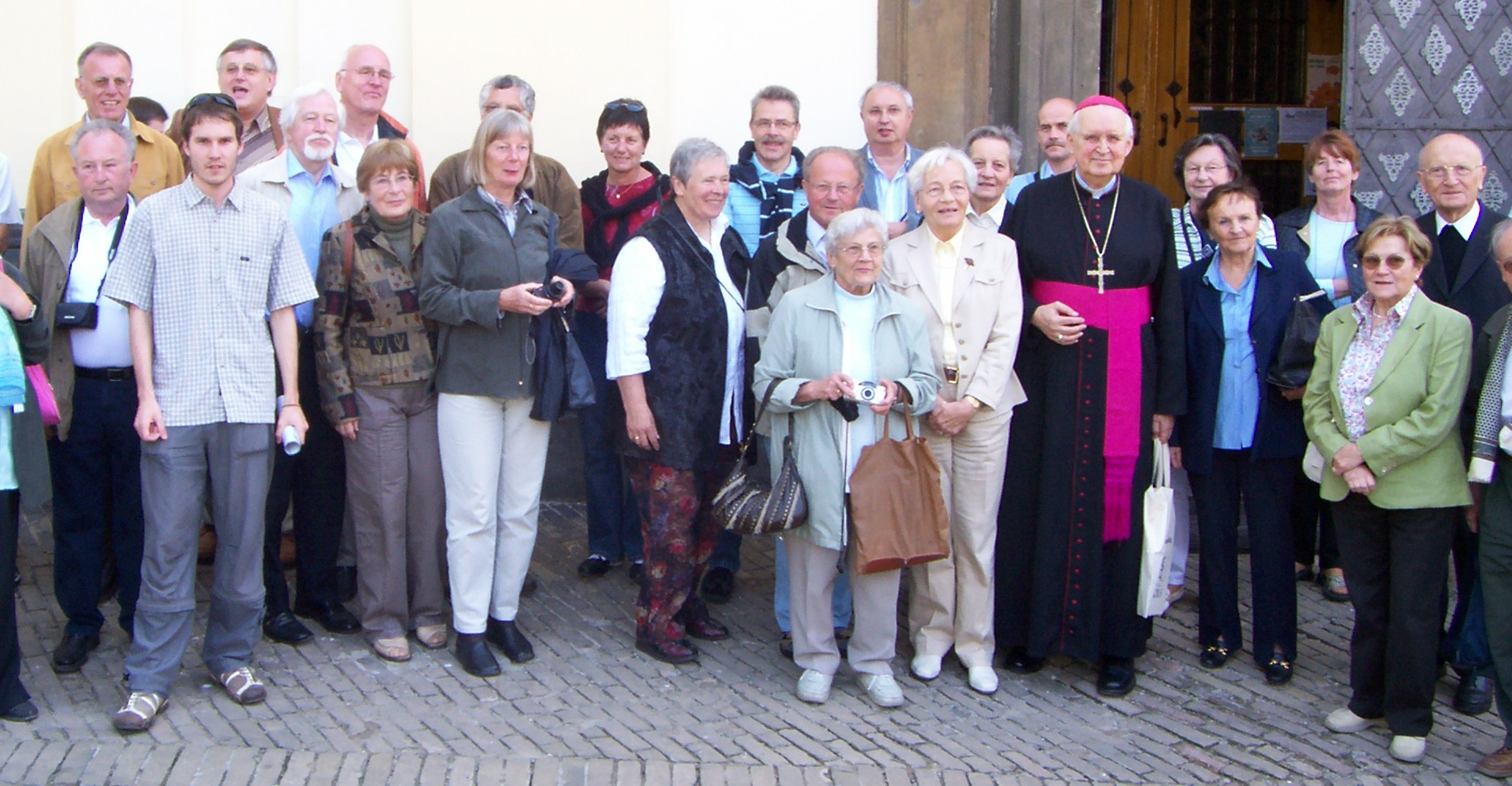
Josef Koukl 20. května 2007 s návštěvou z německé Fuldy před litoměřickou katedrálou.

Když se po listopadu 1989 opět otevřely po 40 letech hranice, začala litoměřická diecéze díky biskupu Kouklovi, který výtečně ovládal němčinu, postupně navazovat přátelské vztahy s diecézemi v sousedních zemích. Patřily k nim zvláště německé diecéze Bamberg, Eichstätt, Essen, později Fulda a Drážďany. Tyto kontakty se postupně stále více rozšiřovaly a týkaly se nejen biskupství, ale i různých církevních institucí, jako třeba diecézní charita.
Diecéze Eichstätt má jedinou katolickou univerzitu v Německu, na níž umožňuje též studium českých bohoslovců. Přátelské styky se vyvinuly také mezi Křesťanskou akademií a Ackermann-Gemeinde v Mnichově, jejíž pobočky pracují i v řadě dalších německých diecézí.
Začaly se uskutečňovat vzájemné návštěvy, pořádaly se diskuse a sympozia na nejrůznějších úrovních (v Jihlavě, Mariánských Lázních, Praze, Bambergu a Mnichově) s cílem vybudovat přátelské vztahy na základě rozboru a pochopení situace v minulosti, a tak postupně odstraňovat oboustranné překážky. Na známých poutních místech: ve Filipově, Hejnicích a Bohosudově se při výročních poutích začaly konat společné bohoslužby, jichž se spolu s Čechy účastnili i Němci a Poláci.
Němečtí sousedé tak díky aktivitě biskupa Koukla měli možnost se osobně seznámit s konkrétní situací v litoměřické diecézi, z ní byli po skončení II. světové války vysídleni. Vznikla řada peněžních sbírek na opravy kostelů a kulturních památek především pro ty farnosti, odkud generace vysídlených Němců pocházely. Podstatnou pomoc při opravách církevních objektů poskytla organizace Renovabis se sídlem ve Freisingu, která pravidelně rozděluje finanční prostředky na pomoc bývalým komunistickým státům. V litoměřické diecézi se jedná o Bohosudov, Ústí nad Labem, Hejnice, Kadaň a mnoho jiných míst. Postupně vznikala přátelství mezi jednotlivými německými městy a jejich institucemi (městská zastupitelstva, školy a různé spolky).
Angažoval se v Sudetoněmeckém Landsmannschaftu a zásadně se podílel na česko-německém usmíření. V roce 2005 se Koukl stal prvním Čechem od dob Lva Prchaly, kterému sudetští Němci udělili Evropskou cenu Karla IV.

## Svatořečení Zdislavy z Lemberka
Na žádost biskupa Koukla papež Jan Pavel II. během své návštěvy v Olomouci svatořečil 22. května 1995 Zdislavu z Lemberka před více než sto tisíci věřícími na letišti v Olomouci-Neředíně. Toto svatořečení mělo i další konsekvence. Dne 5. října 1996 byl chrám sv. Vavřince a bl. Zdislavy v Jablonném v Podještědí za přítomnosti zmocněnce Vatikánu kardinála Gantina povýšen na baziliku minor. V litoměřické svatoštěpánské katedrále pak byla uložena část ostatků této mimořádné světice. Na žádost biskupa Koukla vyhlásil papež 24. října 2000 sv. Zdislavu, vedle sv. Felixe a Viktorina, hlavní patronkou litoměřické diecéze.
Od roku 1995 začala vydávat litoměřická diecéze i svůj měsíčník „Zdislava“.

## Povodně 2002
V létě 2002 postihly téměř celé Čechy velké povodně, které způsobily obrovské škody. Před velkou vodou muselo být evakuováno na 200 tisíc obyvatel, tisíce lidí přišlo dočasně nebo trvale o střechu nad hlavou a o veškerý majetek. Povodeň zasáhla na 753 obcí. Odhadovaná celková škola dosáhla výše sto miliard korun. V sídlech diecézních charit, tedy i v Litoměřicích, vznikly koordinační týmy pro pomoc lidem. Účinně pomohli i lidé ze zahraničí, zvláště z Německa, třebaže i tam povodeň způsobila velké škody. V litoměřické diecézi rozvodněné Labe nenahraditelně poškodilo řadu kulturních i církevních památek, například Počaply, Žernoseky, Terezín, Štětí, Křešice, Mělník a další. Z této přírodní katastrofy se diecéze, zvláště památky, vzpamatovávaly ještě mnoho let. Díky Kouklem vytvořeným institucím jako jsou diecézní a farní charity, přátelům v zahraničí i osobním povzbuzováním všech postižených, byly následky povodní částečně zmírněny, zvláště na úrovni mezilidských vztahů.

## Závěr života

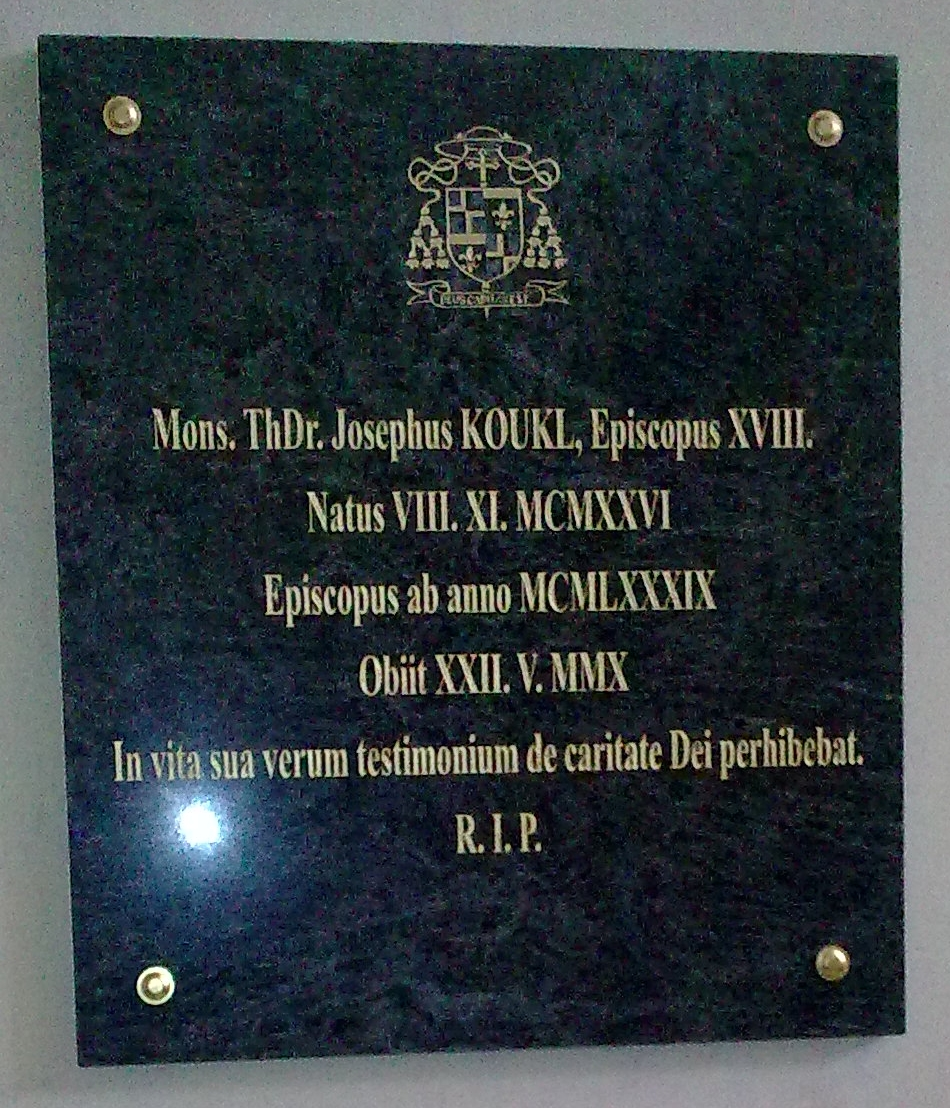
Pamětní deska umístěná v litoměřické katedrále připomínající biskupa Josefa Koukla.

Podle církevního práva nabídl v roce 2001 biskup Koukl po dosažení 75 let papeži svou rezignaci. Jan Pavel II. ji přijal až v době jmenování nového biskupa. K tomu došlo 24. prosince 2003, kdy se biskupského úřadu ujal Mgr. Pavel Posád. Od 24. prosince 2003 se stal Koukl emeritním biskupem. V roce 2004 se litoměřické diecéze ujal biskup Pavel Posád a biskup Josef Koukl žil jako emeritní biskup dále v Litoměřicích v biskupské rezidenci. Byl novým biskupem ustanoven biskupským vikářem pro zahraničí. Tuto funkci vykonával i když mu slábl zrak a ubývaly síly. Jako emeritní biskup zažil, kromě svého bezprostředního nástupce biskupa Pavla Posáda, ještě i svého dalšího nástupce biskupa Jana Baxanta.
I v závěru života se velmi rád a často setkával s lidmi, zvláště mladými, a pastýřsky je připravoval na svátosti církve i životní situace. Ze svého důchodu si nechával jen na nejnutnější výdaje, zbytek rozdal chudým a potřebným.
Zemřel v biskupské rezidenci 22. května 2010 časně ráno ve věku 83 let. Pohřben byl do biskupské hrobky na městském hřbitově v Litoměřicích 29. května 2010.
Dne 7. července 2010 uloupili zloději z hrobu biskupa Koukla řetěz s křížem a prsten ze žlutého kovu. Tyto předměty sebrali přímo z jeho tělesných ostatků.
Dne 18. března 2011 byla na jeden z pilířů v katedrále sv. Štěpána v Litoměřicích umístěna pamětní deska se jménem Josefa Koukla. Na kamenné desce z indické žuly je vyobrazen biskupský znak biskupa Koukla a uvedeny jeho základní životopisné údaje (včetně data jeho biskupského svěcení a nástupu na biskupský stolec) a latinský nápis „Svým životem v pravdě vydal svědectví o Boží lásce“. Pamětní desku požehnal 3. dubna 2011 po mši svaté litoměřický biskup Jan Baxant. Biskupové litoměřické diecéze bývali v minulosti pohřbíváni přímo v katedrále sv. Štěpána. Od počátku 19. století, kdy byla jejich těla ukládána do biskupské hrobky na novém litoměřickém hřbitově (první z nich, takto pohřbený, byl biskup Ferdinand Kindermann), se stalo tradicí, že jejich jména připomínají v katedrále právě pamětní desky.

## Galerie

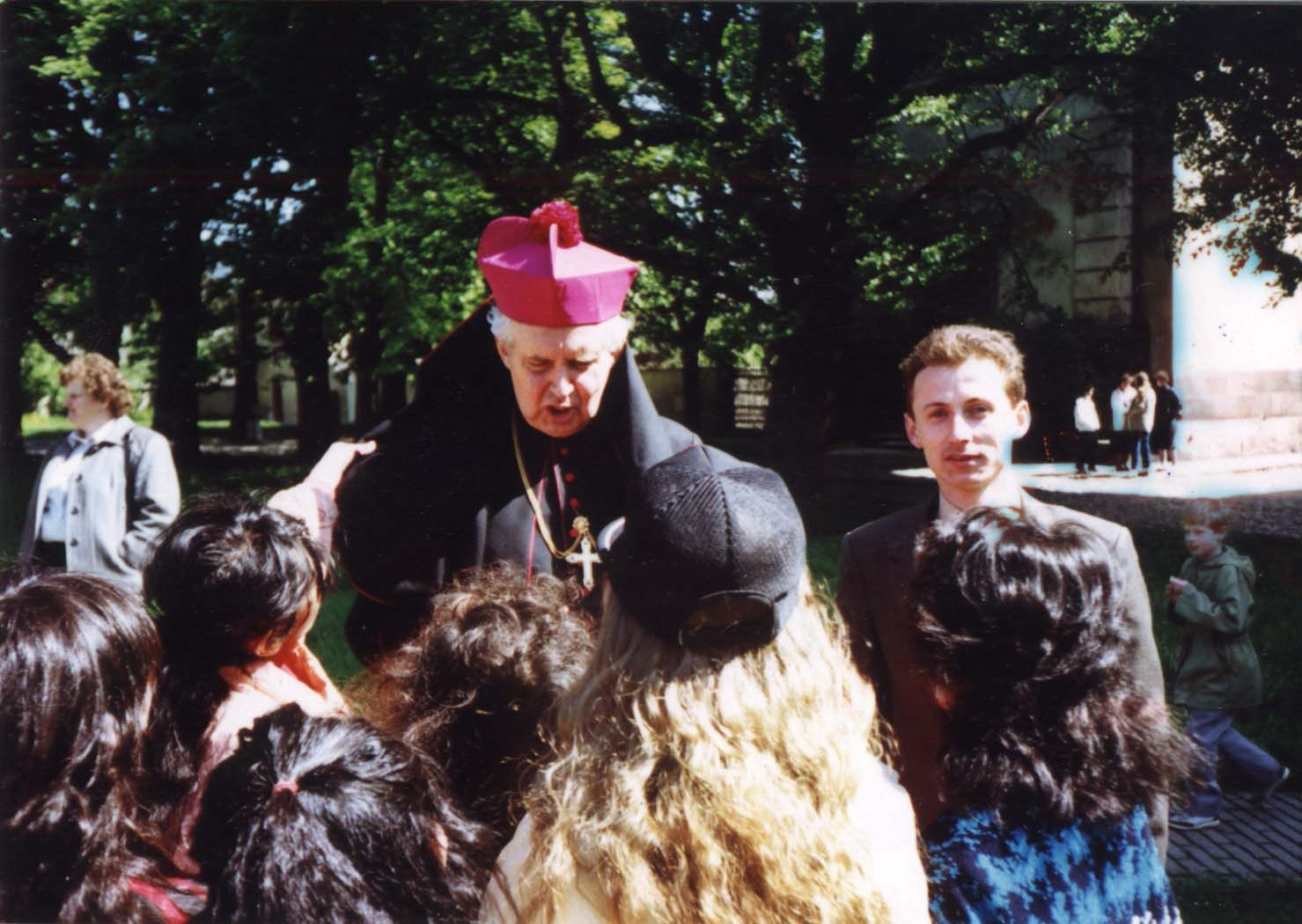
Biskup Josef s mládeží na Dómském pahorku (1990)
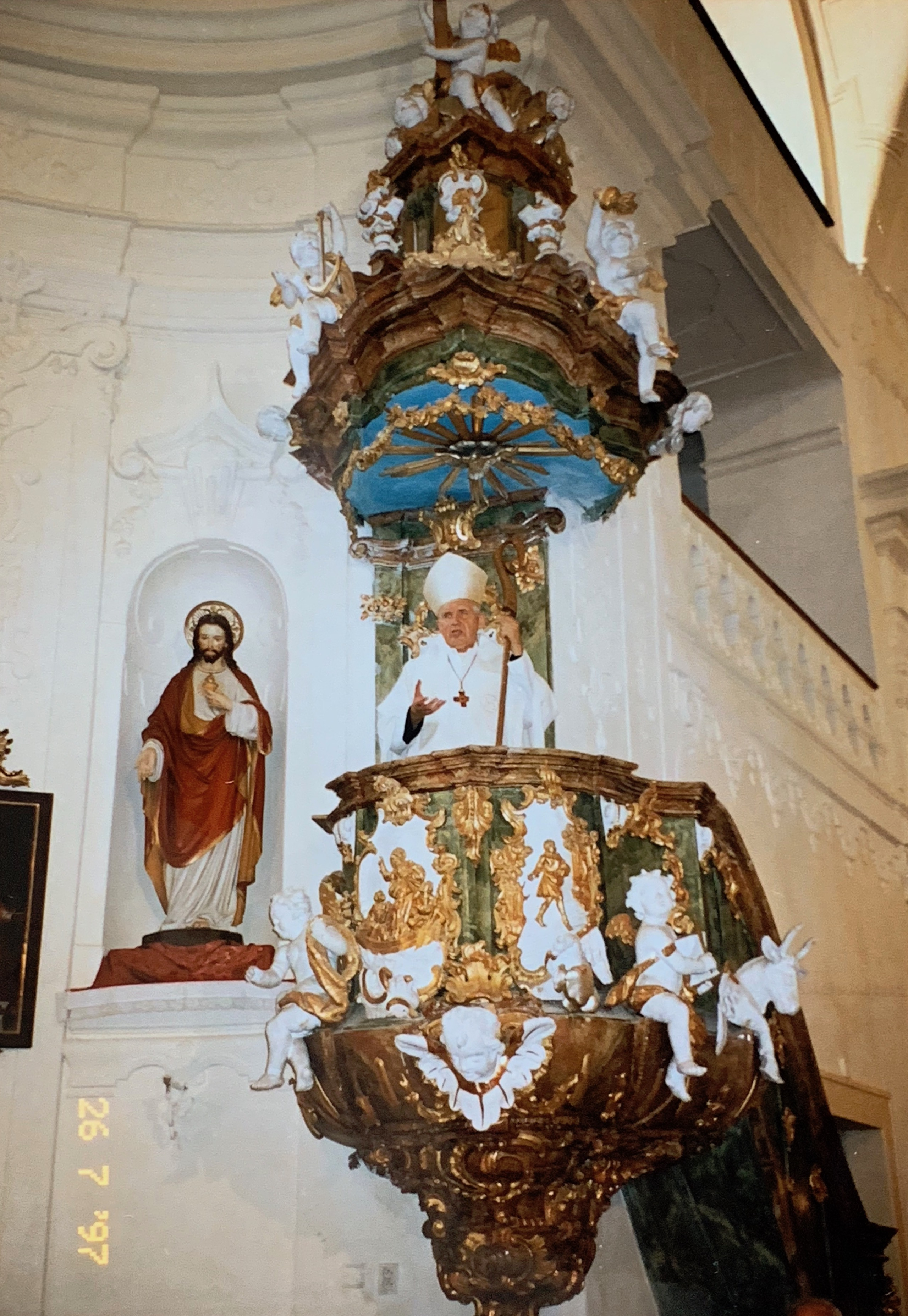
Biskup Josef na kazatelně (1997)
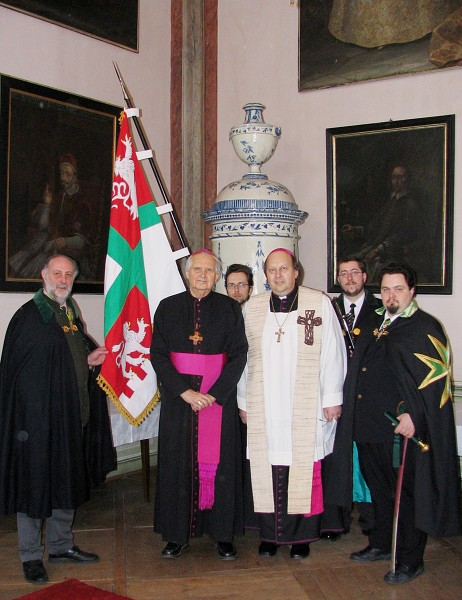
Jan J. Dobrzensky, Mons. Josef Koukl, Mons. Pavel Posád a Miroslav Šantin, velitel severočeské delegace řádu sv. Lazara (Litoměřice, 2005)